# St. Bernhard (Wald)

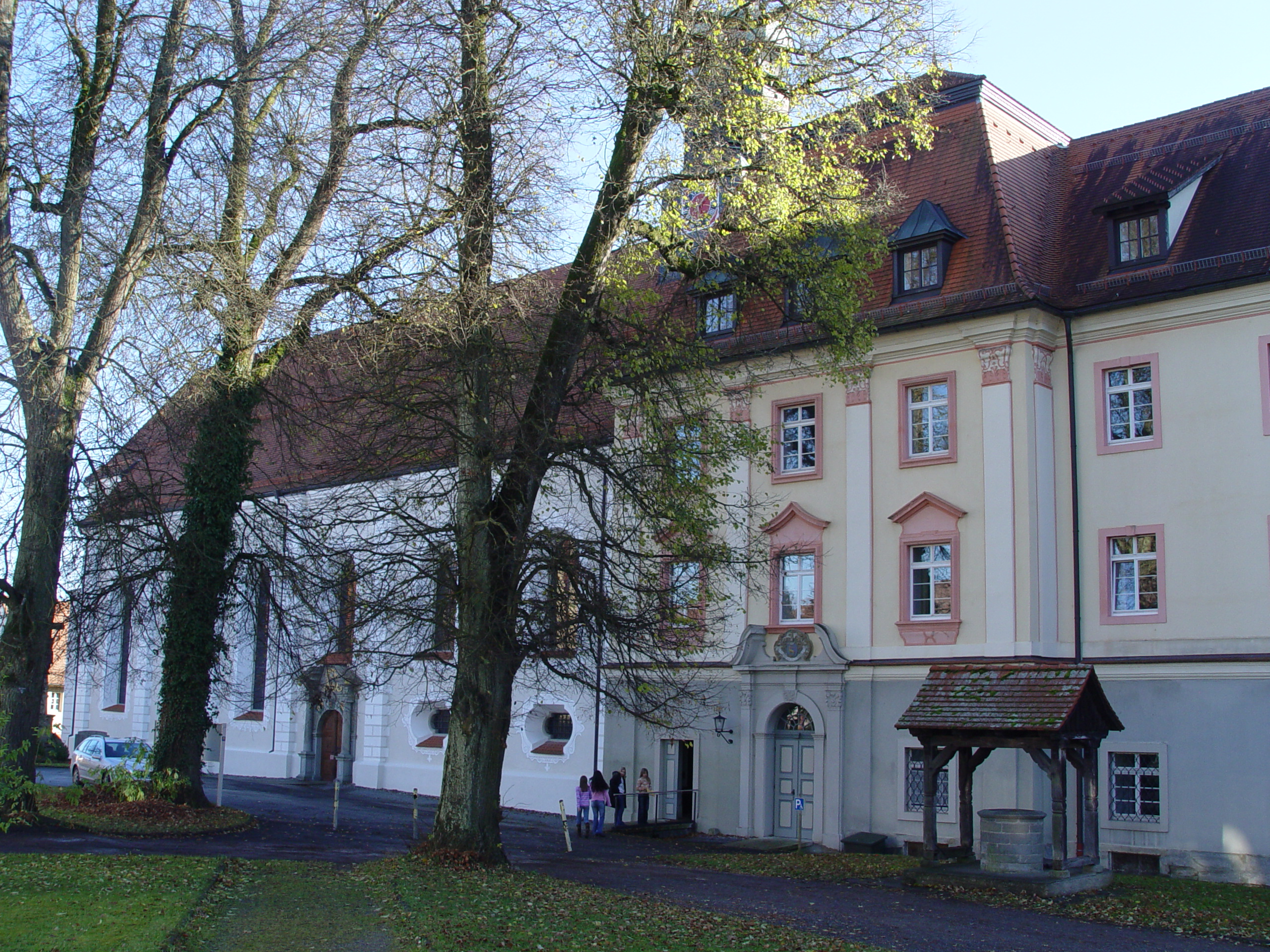
Nordansicht der in das Klostergebäude integrierten Kirche

St. Bernhard ist die römisch-katholische Pfarrkirche in Wald, einer Gemeinde in Landkreis Sigmaringen in Baden-Württemberg. Sie ist die ehemalige Klosterkirche des Klosters Wald. Die Kirche ist dem hl. Bernhard von Clairvaux geweiht.

## Geschichte

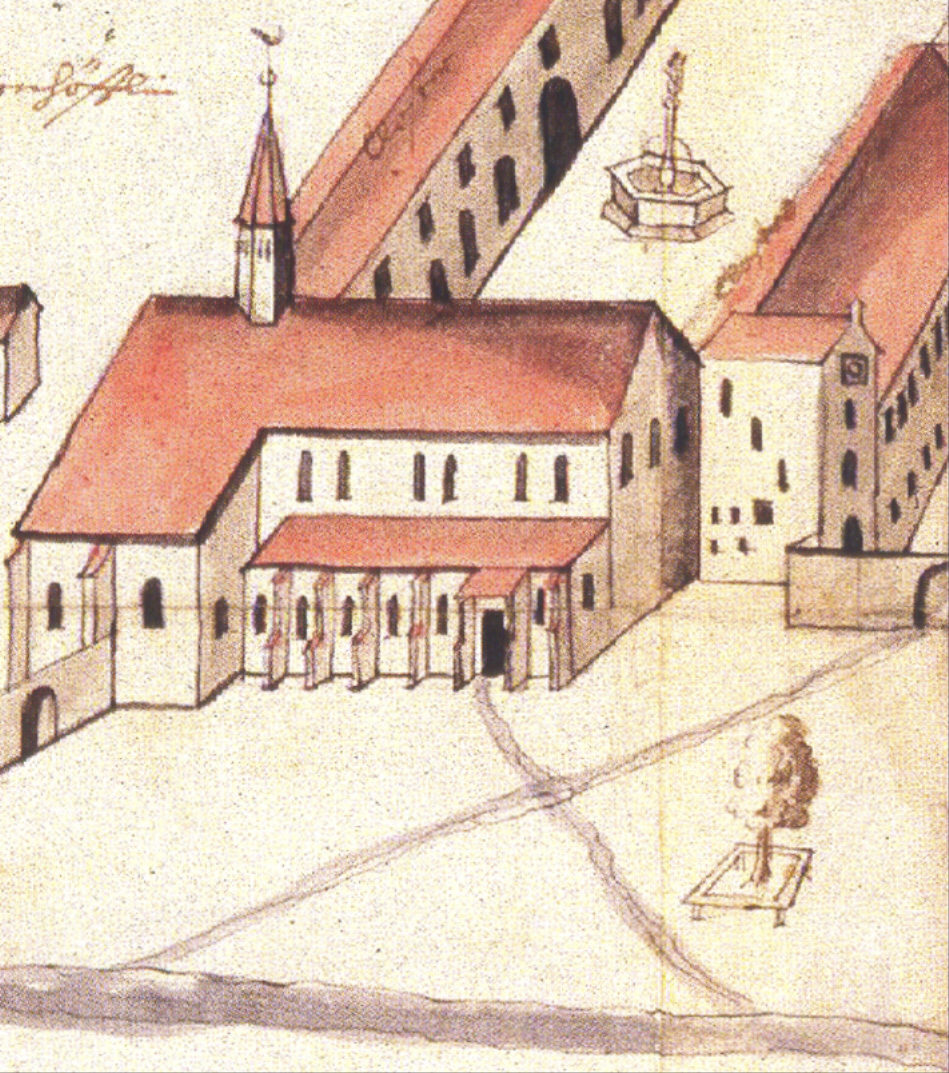
Vorgängerkirche, um 1685

Die ehemalige Klosterkirche, die im 13. Jahrhundert als vermutlich dreischiffige gotische Kirche gebaut wurde, hatte zwar den Brand des Klosters 1680 überdauert, wurde aber wenig später für baufällig erklärt, so dass ein Neubau erforderlich war. Bereits in den 1680er Jahren begann man mit den Planungen, 1687 entstand ein erster Riss für den Neubau von einem ungenannten Baumeister.
Die heutige Kirche wurde 1696 bis 1698 von dem Vorarlberger Franz Beer I. (1659–1722), dem jüngeren Bruder des bereits an den Klostergebäuden tätigen Jodok Beer (1650–1688), mit dem schon kurz vor dessen Tod ein nicht datierter Bauverding für den Kirchenneubau geschlossen worden war, als einschiffige Barockkirche mit weit in das Schiff hineinreichender Nonnenempore errichtet. In dem genannten Bauverding war der Plan bereits fixiert worden, so dass Jodok Beer als geistiger Vater des Planes gilt, der ausführende Baumeister aber sein Bruder Franz Beer I. war. Der Rohbau war bis Oktober 1697 eingedeckt, bis 1698 waren Verputz und innerer Ausbau fertig. Die drei Altäre wurden 1701 geweiht, die Kirche insgesamt am 28. November 1709.
Äbtissin Maria Dioskora von Thurn und Valsassina ließ die Kirche 1751 bis 1766 im Stil des Rokoko ausschmücken. Die Stuckarbeiten sind Ausführungen von Johann Jakob Schwarzmann. Für die Malereien wurde am 19. Januar 1752 Johann Melchior Eggmann verpflichtet. Nach dessen überstürzter heimlicher Abreise vollendete Andreas Meinrad von Ow, Hofmaler in Sigmaringen, die Ausmalung. Bis zur Säkularisation stand die Kirche unter dem Patrozinium Mariä Himmelfahrt, heute ist Bernhard von Clairvaux der Kirchenpatron des als Pfarrkirche genutzten Gebäudes.
Diese Pfarrkirche ist eines der bedeutendsten Gesamtkunstwerke der Region, weil hier eine reiche Ausstattung in originaler Anbringung zu finden ist, die in kurzer Zeit als geschlossenes Ganzes hergestellt wurde und deshalb gut aufeinander abgestimmt ist, weil die einzelnen Teile der Ausstattung eine hohe künstlerische Qualität besitzen und weil ihr Erhaltungszustand hervorragend ist. Die Kirche kann im Gegensatz zum angrenzenden Kloster besichtigt werden.

## Grundriss und Aufbau

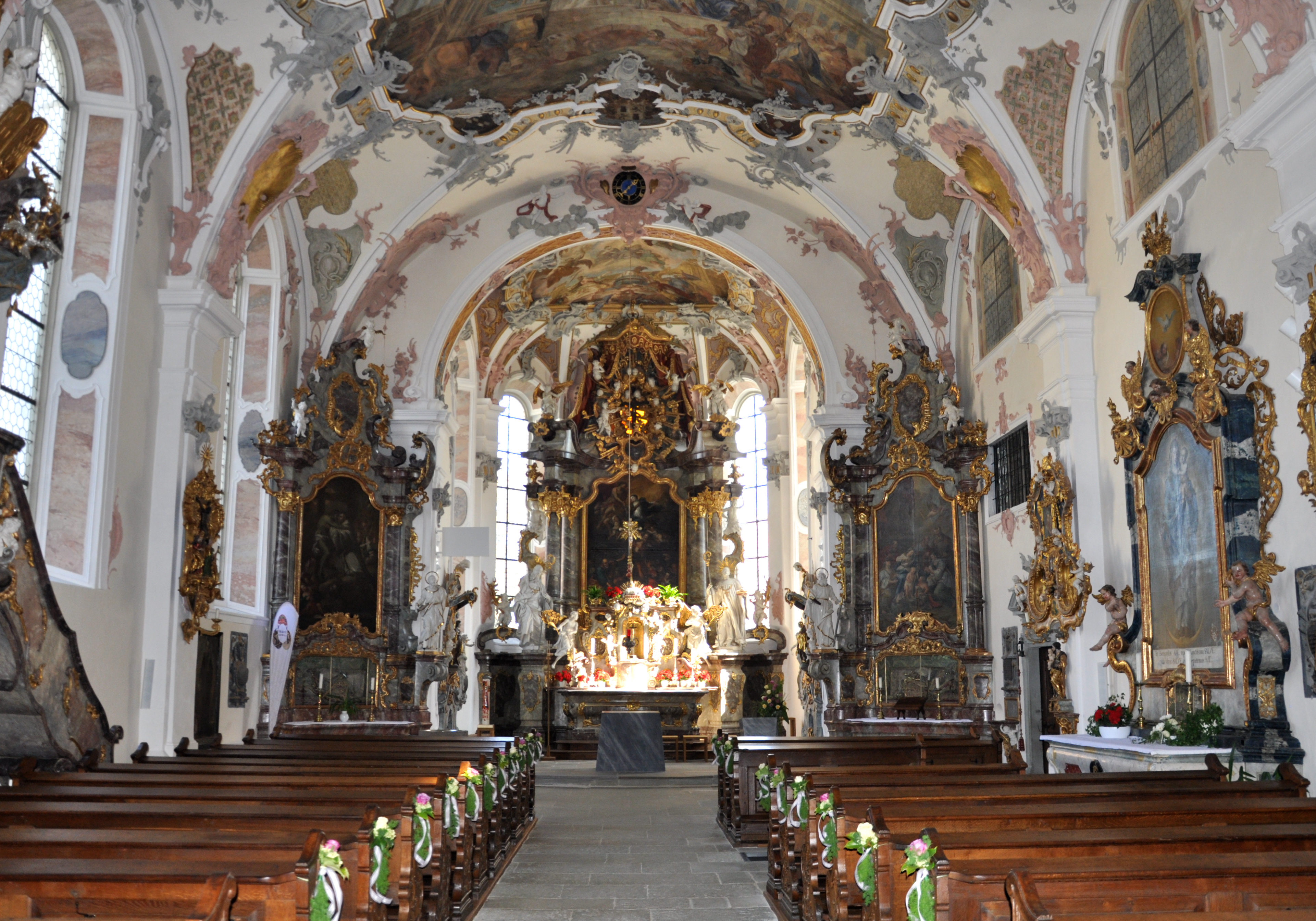
Blick zum Hochaltar

Die Klosterkirche hat die Form eines langgestreckten Rechtecks mit eingezogenem, dreiseitig abgeschlossenem Chor. Das Langhaus hat sechs Achsen, in jeder auf der Nordseite ein schlankes Fenster mit eingesetztem Rundbogen. Auf der Südseite entsprechen diesen hochgelegene niedrige Fenster, von denen zwei nur auf den Putz gemalt sind, während die vier westlichen mit ihrem rundbogigen Oberteil über das Dach des Kreuzgangs hinausragen und die Gewölbekappen des Langhauses beleuchten.
Die Gewölbewiderlager sind außen und innen durch jeweils 30 Zentimeter vortretende Wandpfeiler verstärkt. Das im Scheitel 10,70 Meter hohe Langhaus ist durch eine massive, aus Backstein bestehende, fast halbkreisförmige Tonne mit kräftigen Stichkappen überwölbt, der Chor durch ein entsprechendes kuppelartiges Gewölbe.
Im Westen des Langhauses ist der Turm eingebaut, der in seinem unteren, rechteckigen Teil noch aus gotischer Zeit stammt, wie die aus dem Langhaus in den Turm führende Tür mit Spitzbogen ohne Profilierung beweist. Über dem Dachfirst erhebt sich der Turm als hölzerner achteckiger Dachreiter mit Zinkblech verkleideter Zwiebelhaube.
Das rundbogige Portal auf der Nordseite des Langhauses hat einen unterbrochenen Giebel auf vorgestellten ionischen Säulen. Auf dem Schlussstein steht die Jahreszahl 1698, zu beiden Seiten die Wappen der Zisterzienser und deren von Weckenstein, über dem Schlussstein eine von Engeln gehaltene Kartusche mit dem Wappen der auftraggebenden Äbtissin von Bodman.
Ein weiteres Wappen ist geschnitzt auf dem Mittelprofil der hölzernen Kirchentür angebracht. Es ist das Wappen der Walder Äbtissin Maria Dioskora Maura Freiin von Thurn und Valsassina, der Tochter von Gallus Anton von Thurn und Valsassina aus einer schweizerischen Adelsfamilie.

## Altäre

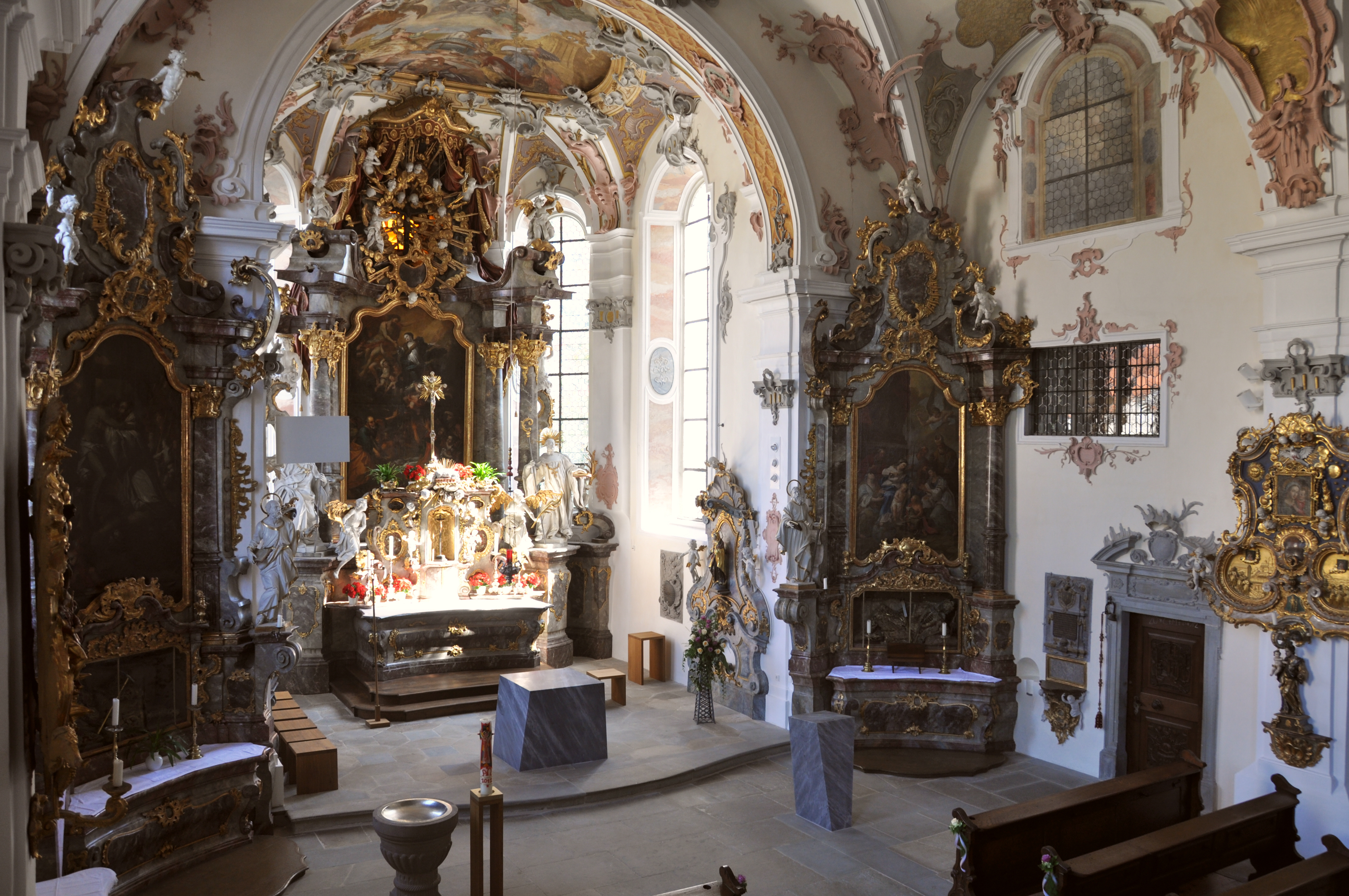
Hauptaltar und Seitenaltare

- Hochaltar: Dieser Altar entstand 1751 und wurde 1765 von Johann Michael Schmadel aus Bregenz neu gefasst. Das 1702 von Franz Karl Stauder aus Solothurn gemalte Altarblatt mit einer Darstellung der Himmelfahrt Mariens (übliches Patrozinium bei Zisterziensern) stammt vom am 1. Mai 1701 geweihten Vorgängeraltar und wurde wiederverwendet. Beiderseits des Altars stehen die Statuen des hl. Benedikt von Nursia und des hl. Stephan Harding, Abt von Citeaux. Bemerkenswert ist die Einbettung eines romanischen Kruzifixes in der Glorie, in die Zeit von 1150 bis 1160 datiert.
- Seitenaltäre: Auch diese Altäre entstanden 1751 und erhielten 1765 neue Fassungen von Johann Michael Schmadel aus Bregenz. Das Altarblatt des südlichen Seitenaltars mit einer Darstellung der heiligen Sippe (Jesus, Maria, Josef, Johannes, Joachim, Anna, Zacharias und Elisabeth) ist 1767 von Franz Georg II. Herrmann gemalt worden, Hofmaler des Fürstabtes von Kempten. An diesem Altar befindet sich unter dem Altarblatt eine verglaste Nische mit den sterblichen Überresten des Katakombenheiligen Dioskorus in goldgesticktem Gewand, das 1761 angefertigt wurde. Links neben dem Altar steht eine Statue des Paulus. Das Altarblatt des nördlichen Seitenaltars malte 1702 Franz Karl Stauder aus Solothurn. Dargestellt ist der hl. Bernhard in seiner Kreuzmystik. Rechts neben dem Altar steht eine Statue des Petrus. In diesem Altar befindet sich unter dem Altarblatt ebenfalls eine verglaste Nische mit Reliquien, hier handelt es sich um die Gebeine des Katakombenheiligen Bonifatius. Beide Seitenaltäre tragen oben das Wappen von Äbtissin Maria Dioskora von Thurn und Valsassina.

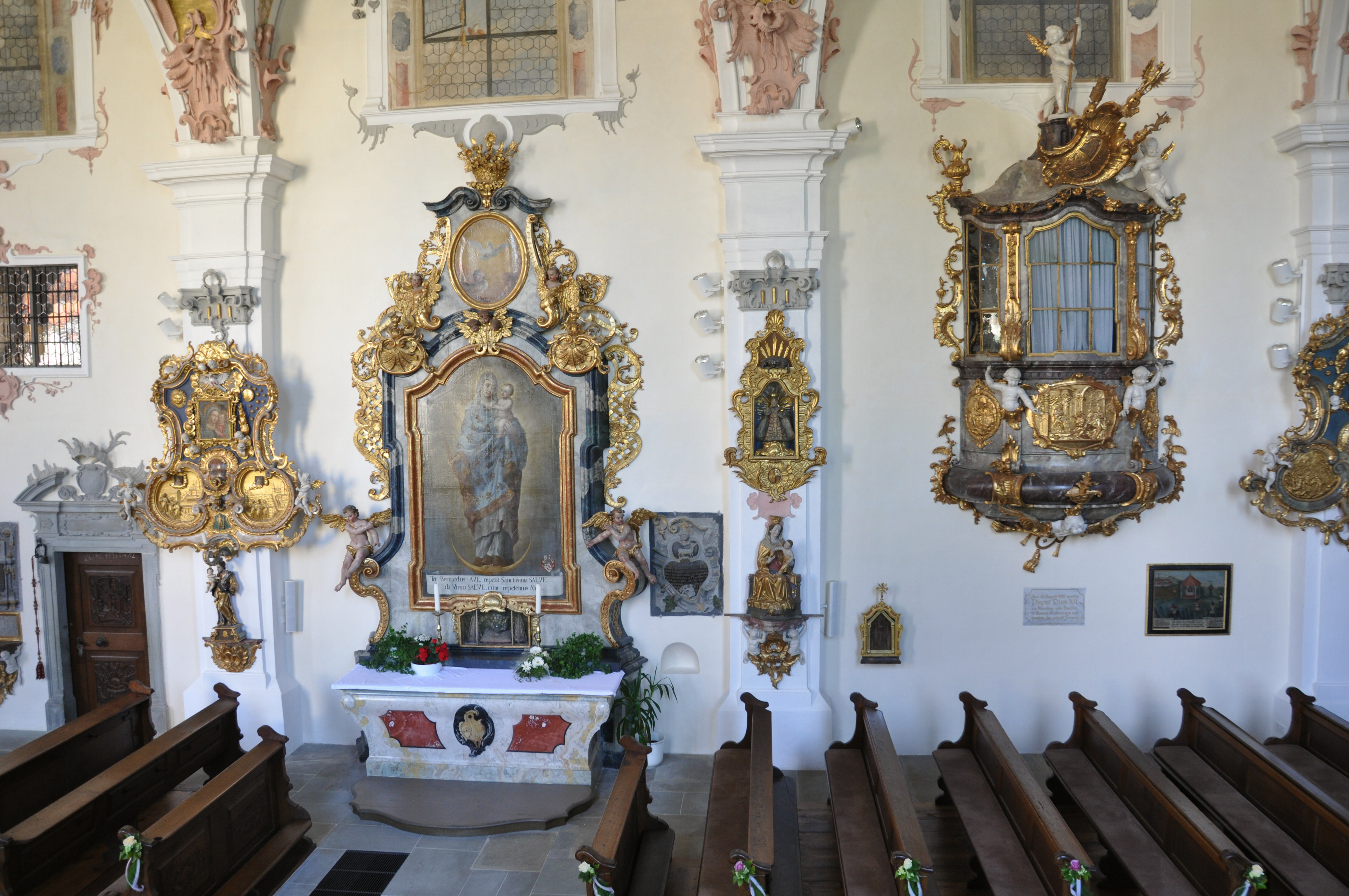
Marienaltar

- Der Marienaltar steht an der südlichen Langhauswand und wurde angeblich 1735 errichtet. Auf der Vorderseite der Altarmensa befindet sich das Wappen des Salemer Abtes Konstantin Miller. Das Hauptbild dieses Altars stellt die Muttergottes auf der Mondsichel dar. Das Gemälde ist eine Kopie eines im Dom zu Speyer aufbewahrten Originals („Speyerer Madonna“). Das Gemälde trägt neben der Datierung den Namen und das Wappen des Johann Heinrich von Kageneck, Landkomtur der Deutschordensballei an der Etsch („Johann Heinrich Freyherr Von Kageneck T(eutsch) O(rdens) R(itter) / LandCommender der Balley an der Etsch / Anno 1735“). Er war ein Verwandter der in Wald lebenden Nonne Maria Genoveva von Kageneck, vermutlich stiftete er diese Kopie. Text im Bild am unteren Rand: „Bernardus AVE repetit Sanctissima SALVE / da Virgo SALVE cum repetemus AVE“.
- Emporenaltar auf der Rückseite der Orgel, um 1750, mit Skulpturen von Robert von Molesme und Stephan Harding aus Holz. Hintergrund ist die bemalte Rückwand der Orgel mit einem 1882 hier eingesetzten Herz-Jesu-Bild.

## Weitere Ausstattung

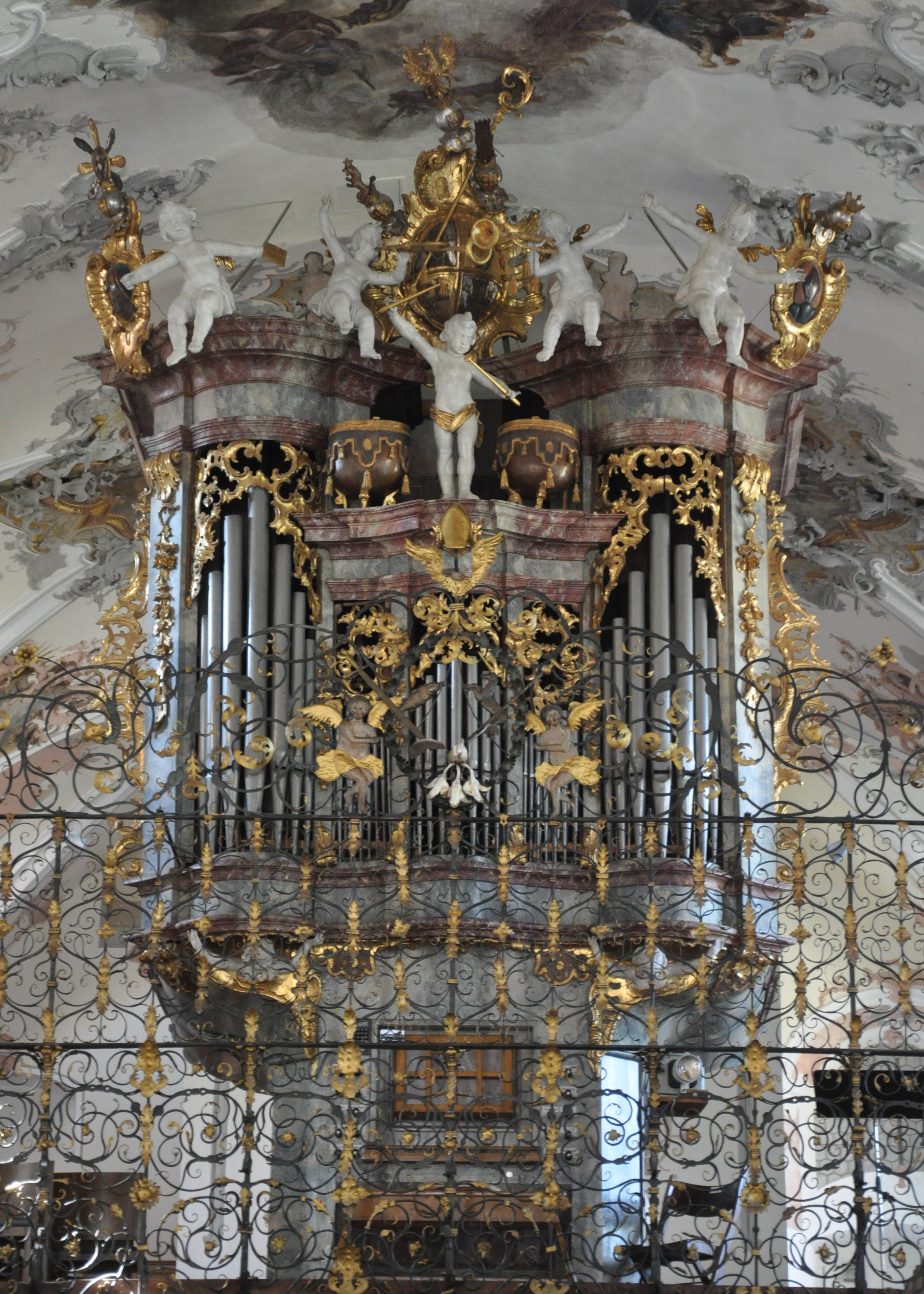
Aichgasser-Orgel auf der Nonnenempore

- Das filigrane schmiedeeiserne Gitter der Nonnenempore stammt aus dem Jahr 1700. Auf dem oberen Rand sind als filigrane Arbeit drei Vollwappen angebracht, außen das Stifterwappen der von Weckenstein auf dem nördlichen Seitenteil (mit der Jahreszahl im Wappenschild) und das Wappen der Äbtissin Maria Jakobe von Bodman auf dem südlichen Seitenteil, und in der Mitte das Wappen des Salemer Abts Stephan I. Jung.
- Der oberschwäbische Orgelbauer Johann Georg Aichgasser fügte 1751 dem noch eine prächtige Orgel hinzu, die als einzige von ihm noch vollständig erhaltene gilt. 1800 wurde sie erweitert. Die Fassung wurde 1765 von Johann Michael Schmadel angefertigt. Die Aichgasserorgel mit ihren 1180 Pfeifen wurde 1926, 1956 und zuletzt 2008/09 renoviert. Die Orgel ist mit Türen am reich vergoldeten Prospekt versehen. Auf der Orgel befinden sich ein jubelnder Engelschor mit backenaufblasenden Engelstrompetern und einem zwei Kesselpauken schlagenden Engelsputto. Auf dem Mittelteil sind insgesamt drei holzgeschnitzte Vollwappen angebracht, in der Mitte das der Äbtissin Maria Dioskora von Thurn und Valsassina, links das Zisterzienserwappen und rechts das Wappen der von Weckenstein.
- Die Äbtissinnenloge an der Südwand, von der aus die Äbtissin den Gottesdienst abseits von der Nonnenempore verfolgen konnte, entstand 1754 zur gleichen Zeit wie die Kanzel an der nördlichen Langhauswand; der ausführende Künstler war Franz Schneider aus Augsburg. Auf der Brüstung sind drei Reliefs angebracht, welche die Himmelfahrt Mariens, Esther vor König Ahasveros und die Predigt Johannes des Täufers zum Thema haben. Hoch oben ist an dem Oratorium für die Äbtissin das Wappen der Äbtissin Maria Dioskora von Thurn und Valsassina angebracht.
- Am mittleren Langhauspfeiler der Südwand hängt ein Prager Kindlein, am geschnitzten und vergoldeten Rahmen ist unten das Wappen von Äbtissin Maria Dioskora von Thurn und Valsassina angebracht.
- Im Stuck des Gewölbebogens zwischen Langhaus und Chor ist das Wappen der Äbtissin Maria Dioskora von Thurn und Valsassina gemalt, begleitet von einem Inschriftenband mit dem Wortlaut: „MarIa DIosCora à ThVrn atqVe VaLLas/sIna AntIstIta pIa hVIVs EXornatrIX“. Sie war es, die die Kirche ausschmückte und deshalb hier „Exornatrix“ (Dekorateurin) betitelt wird. Diese Inschrift birgt ein Chronogramm, das die Jahreszahl 1753 ergibt. Etwas abgesetzt von diesem zentralen Wappen ist links das Wappen des Zisterzienserordens, rechts dasjenige der Gründerfamilie von Weckenstein gleichermaßen in Stuck-Kartuschen eingemalt.
- Am mittleren südlichen Langhauspfeiler hängt eine um 1380 geschnitzte, in späterer Zeit neu farbig gefasste Pietà.
- Auf dem Hochaltar steht eine um 1450 geschnitzte Mondsichelmadonna mit größtenteils originaler Farbfassung, vermutlich eine Arbeit des Ulmer Bildhauers Hans Multscher.
- Das Kirchengestühl ist aus der Zeit um 1750, Wangen teilweise mit Wappen der Äbtissin Maria Dioskora von Thurn und Valsassina.
- Das Chorgestühl wurde ausgebaut und befindet sich heute in Schloss Sigmaringen in der Trinkstube.

## Gemälde

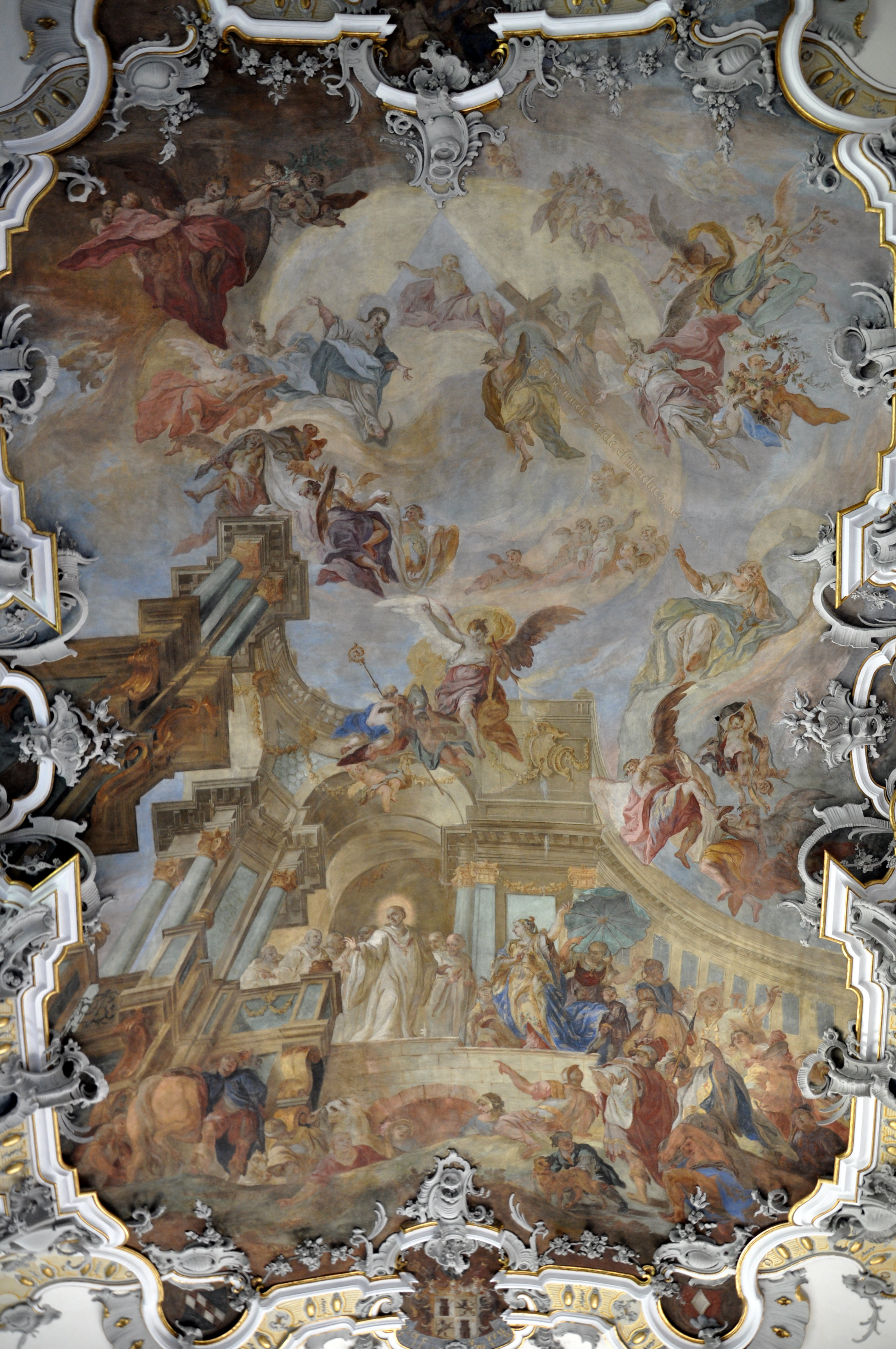
Langhausfresko

- Langhausdecke: Besuch Humbolinas bei ihrem Bruder, Bernhard von Clairvaux. Künstler: Andreas Meinrad von Ow.
- Chorgewölbe: Verehrung des Altarsakramentes durch die vier Erdteile. Künstler: Andreas Meinrad von Ow
- Im Nonnenchor: Geburt Christi als Vision des hl. Bernhard am Vorabend von Weihnachten. In den vier muschelförmigen Flächen außenherum die Zisterzienserinnen Franka, Juliana, Luitgard und Hedwig. Westwand: Um Maria, Josef und das Kind gruppiert die Heiligen Bernhard, Agatha, Barbara, Johann Nepomuk, Georg und Fidelis, in deren Schutz Äbtissin Maria Dioskora von Thurn und Valsassina das Kloster stellt. Künstler: Johann Melchior Eggmann.
- Unterseite der Nonnenempore: Bildzyklus aus dem Leben des hl. Josef mit fünf Fresken. Künstler: Andreas Meinrad von Ow.

## Epitaphien
Die fünf letzten Äbtissinnen von Kloster Wald sind in der Kirche bestattet worden, und ihnen wurden an den Seitenwänden von Chor und Langhaus Epitaphien gesetzt, beginnend mit der Bauherrin der barocken Kirche. Allen Steinplatten gemeinsam ist das Material, grauer Sandstein, teilweise zweifarbig angestrichen, manchmal mit Vergoldungen, und die geringe Größe im Vergleich zu erwarteten Standardmaßen. Die Größe zeigt auch, dass es sich hier nicht um Grabdeckplatten, sondern um Epitaphien handelt.

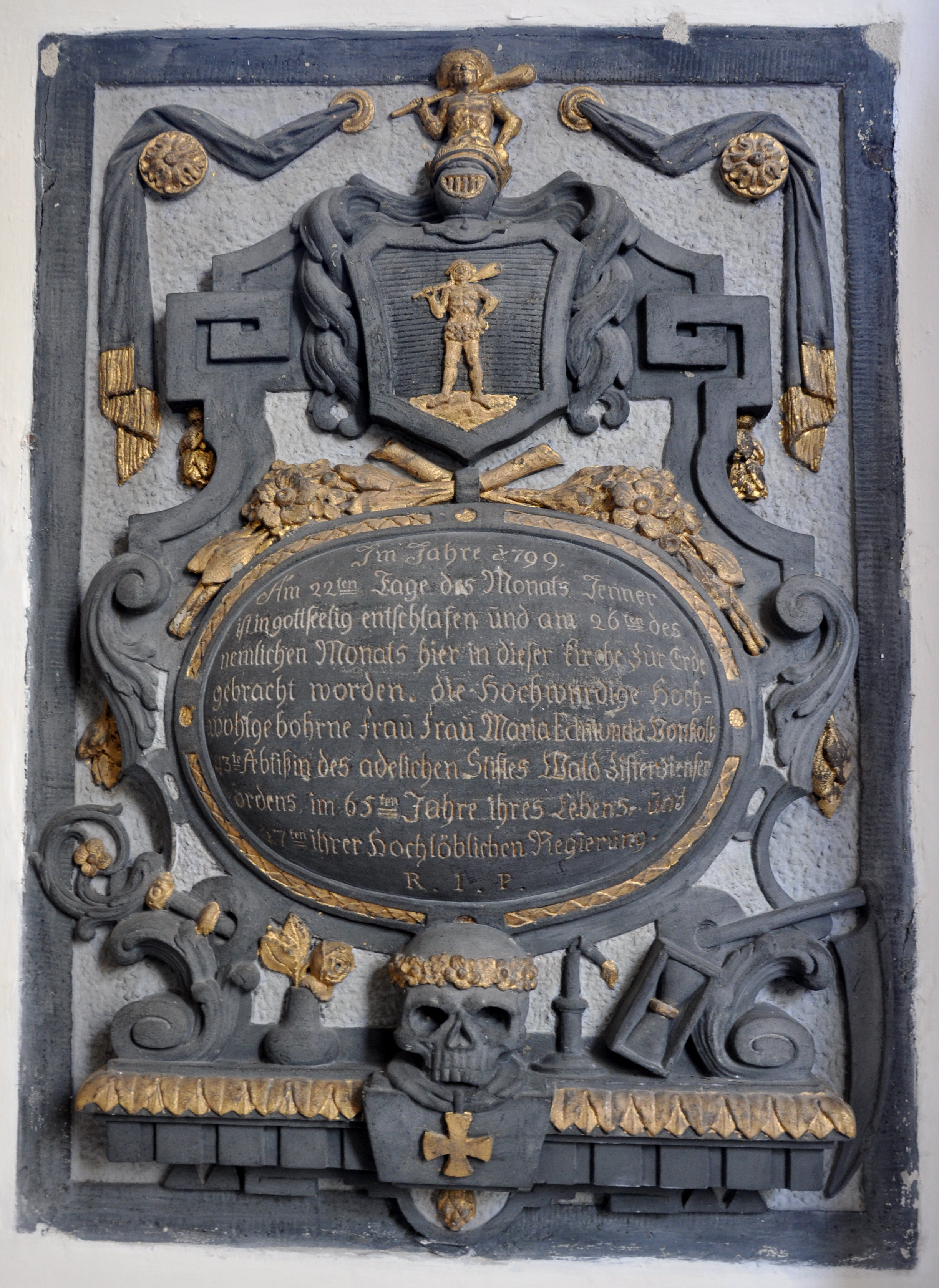
Epitaph Maria Edmunda von Kolb

- Epitaphplatte der Äbtissin Maria Jakobe Freiin von Bodman (8. Mai 1650 – 28. Februar 1709) an der südlichen Chorwand, 1,17 m hoch und 0,78 m breit. Inschrift in einer Muschelwerkkartusche: „+ / A(NN)O 1709 den 28: Febr: / ist in Gott Seelig Entschlaffen / Die Hoch W: Frey Reichs Hochwohl: / geb: Fr: Fr: M: Jacobe Freijin V: Bodmann / 40te Abbtissin dis Freyadelichen Reichs / STiffts ihres alters im 59ten und ihrer Hochlöbl: Regierung im / 28ten Jahr. Hat das Convent / und Kirch Erbauet. / R. I. P. / +“. Unter der Kartusche sieht man Vergänglichkeitssymbole wie ein Stundenglas auf einem Totenschädel, beides diagonal in der linken unteren Ecke und in das Inschriftenfeld hineinragend, in der anderen Ecke ebenfalls diagonal an einem Band aufgehängt ein Ordenskreuz. Hinter der Inschriftenkartusche ragt optisch schräg nach links der Äbtissinnenstab heraus. Über der Kartusche ist das Familienwappen angebracht, in starker Neigung fast diagonal auf die obere rechte Ecke der Platte ausgerichtet.
- Epitaphplatte der Äbtissin Maria Antonia Constantina von Falkenstein (ca. 1667 – 24. Dezember 1739) an der südlichen Langhauswand, ein Werk des Bildhauers Franz Satori aus Hoßkirch, 1,06 m hoch und 0,75 m breit. Inschrift in einer Muschelwerkkartusche: „A(NN)O 1739 / den 24ten Dec: ist in Gott Seelig Ent: / schlaffen Die Hochw: F. Reichs Hochwohl/geb: Fr: F: M: Antonia Constantina Freyin V: / Falckenstein 41te Abbtissin dis Freyadelichen / Reichsstüffts. ihres alters im 73. und ihrer Hoc/hlöbl: Regier: im 30ten jahr. hat das / neu Abbteij gebay / erbauet R: I P / + +“. Unter der Kartusche sieht man Vergänglichkeitssymbole wie ein Stundenglas und einen Totenschädel mit einem Blütenkranz um die Stirn, darunter von einem Band herabhängend ein Ordenskreuz, alles stark zur Seite geneigt. Hinter der Muschelkartusche ragt optisch schräglinks der Äbtissinnenstab hervor.
- Epitaphplatte der Äbtissin Maria Dioskora von Thurn und Valsassina (27. August 1702 – 14. Januar 1772) an der nördlichen Chorwand, eine Arbeit von Bildhauer Franz Satori aus Hoßkirch, 1,21 m hoch, 0,78 m breit. Inschrift in einer Muschelwerkkartusche: „A(NN)O / MDCCLXXII / Den 14. Jan. ist in Gott Seelig: / Entschlaffen die Hochwürd. / F. Reichs Hoch Wohl Gebohrne F. F. / MARIA DIOSCORA / Maura Freyin Von Thurn und / Valsassina dis Frey Adelichen Stiffts / Vnd Gottes Hauß Wald die 42. / Abbtissin. Ihres Alters im 70. und / Ihrer hochlöbl. Regier. im 33. Jahr. / Hat die Kirche Kostbar Fassen / Vnd Auf::Zieren lassen / R: I: P:“. Alle Lettern sind vertieft und golden ausgemalt. Unter der Kartusche sind Vergänglichkeitssymbole angebracht wie ein Stundenglas schräg rechts unten, Totenschädel im Profil, mit Blumengirlande um die Stirn, Knochen, Sense und als Besonderheit ein Januskopf, auf der einen Seite mit jungem, auf der anderen mit altem und bärtigen Gesicht, auf dem Kopf mit einem Kreuz besetzt. Ganz unten ist noch ein Ordenskreuz unter den Flügeln zu sehen.

- Epitaphplatte der Äbtissin Maria Edmunda von Kolb (20. Juni 1734 – 22. Januar 1799) an der nördlichen Langhauswand, 1,07 m Höhe und 0,77 m Breite, mit goldenen Akzenten, Ornamentik schon mit klassizistischen Zügen, in den oberen Zwickeln zwei befranste Vorhangtücher, über goldene Rosetten geschlagen. Inschrift im querovalen, ornamental eingefassten Mittelfeld: „Im Jahre 1799 / Am 22ten Tage des Monats Jenner / ist in gott seelig entschlafen und am 26ten des / nemlichen Monats hier in dieser kirche zur Erde / gebracht worden die hochwürdige hoch=/wohlgebohrne Frau Frau Maria Edmunda von Kolb / 43te Äbtißin des adelichen Stiftes Wald Zisterzienser/ordens im 65ten Jahre ihres Lebens und / 17ten ihrer hochlöblichen Regierung / R. I. P.“. Über der Inschrift zwei in der Mitte überkreuzte, nach außen gerichtete Blütengebinde. Der Äbtissinnenstab ist unter der Kartusche zu sehen, zusammen mit den Memento mori-Symbolen, eine Sense, ein Stundenglas, eine zerbrochene Kerze und ein Totenschädel mit goldenem Rosenkranz um die Stirn, darunter ein Ordenskreuz am Sockel.
- Epitaphplatte der Äbtissin Maria Johanna Baptista Reichsfreiin von Zweyer (11. September 1752 – 5. März 1807) an der südlichen Langhauswand, 1,00 m hoch und 0,74 m breit. Inschrift in einer schwarzen Tafel am Sockel: „Im Jahre 1807 am 5ten Tage des Märzmonats / ist in Gott selig entschlafen, und am 9ten des näm=/lichen Monats hier in dieser Kirche zur Erde / gebracht worden die hochwürdige Reichsfrey=/hochwohlgebohrne Frau Frau Maria Joanna / Baptista Freyfrau von Zweyer auf Hoenbach, / 44te Abtissin des adelichen Stiftes Wald Cister=/zerordens im 55ten Jahre ihres Lebens und im / 8ten ihrer hochlöblichen Regierung hochselbe ware / gebohren zu Moncon im spanischen Königreiche / Arragonien am 11ten 7ber 1752 / R. I. P.“. Das stilistisch schon klassizistische Grabmonument hat die Form eines Postamentes mit Sockel und Aufsatz. Zahlreiche Laubgirlanden, Rosetten und Pinienzapfenaufsätze bilden den Schmuck der Platte. Am Sockel ist ein blumenbekränzter Totenschädel mit Ordenskreuz als Vergänglichkeitssymbol angebracht, begleitet von einer Blumenvase mit Rose und einer abgebrochenen Kerze. Oben ist ein befranstes Tuch beiderseits über eine Rosette zur Seite geschlagen.

## Votivtafeln
Weiterhin hängen in der Kirche St. Bernhard insgesamt vier Votivtafeln von drei verschiedenen Äbtissinnen, alle mit dem Wappen der jeweiligen Stifterin. Sie sind an den vier Langhauspfeilern angebracht, zwei im Norden, zwei im Süden. Das Material ist in allen Fällen bemaltes und vergoldetes Holz. Keine einzige Tafel ist datiert.
- Am nordwestlichen Langhauspfeiler hängt eine Tafel aus bemaltem Holz, die innerhalb eines Rahmens aus vergoldetem Muschelwerk ein flaches Relief trägt, das zeigt, wie die kniende Äbtissin Maria Antonia von Falkenstein ihr Kloster unter den Schutz des hl. Johannes Nepomuk stellt. Das Wappen darunter ist geviert mit Herzschild, Feld 1 und 4: Zisterzienserbalken (Farben nicht korrekt), Feld 2 und 3: Gründerfamilie von Weckenstein, Herzschild: in Blau ein auf einem goldenen Boden stehender goldener Hirsch, linksgerichtet. Eine Laubkrone bedeckt die vergoldete Muschelwerkkartusche; unten bildet ein vollplastisch aus der Fläche herausragender Frauenkopf mit Stirndiadem über einem Flügelpaar den Abschluss. Als Zeitraum für die Herstellung kommt 1709–1739 in Frage.
- Am nordöstlichen Langhauspfeiler ist eine Votivtafel angebracht, die ebenfalls aus geschnitztem und vergoldetem Holz besteht. Innerhalb des Muschelwerkrahmens wird unter einem Himmel mit Sonne, Mond und Wolken eine Kreuzigungsszene dargestellt, seitlich des Kreuzes Johannes und Maria, über allem das Auge Gottes. Am Fuß der Tafel ist das Wappen der Äbtissin Maria Dioskora Maura Freiin von Thurn und Valsassina (27. August 1702 – 14. Januar 1772) angebracht. Die Tafel ist im Bereich 1739–1772 anzusetzen.
- Am südöstlichen Langhauspfeiler ist eine weitere geschnitzte Votivtafel mit Muschelwerkrahmen angebracht. Der Aufbau ist dreiteilig mit einem eingebetteten rechteckigen Ölgemälde als Hauptbild. Zentrales Thema ist Maria vom guten Rat (Madonna del Buon Consiglio, eine Art verkürzte Darstellung, in der man nur Haupt und obere Partie des Oberkörpers von Maria sieht), außerhalb des Bilderrahmens umgeben vom Heiligen Geist in Form einer Taube oben, von Wolken, Sternen und Mond rechts sowie der gesichteten Sonne links sowie von vier weiß gefassten Engelsköpfen. Die beiden kleineren Medaillons unter dem Ölgemälde stellen die Legende von der Übertragung des Marienbildes dar. In beiden bis auf dieses Detail vollständig vergoldeten Medaillons ist über einem Wolkenband erneut das Madonnenbild eingearbeitet. Rechts wird es noch von einem flammenden Herzen begleitet. Dargestellt wird, wie das Marienbild aus dem albanischen Skutari per Wunder in die italienische Stadt Genazzano übertragen wird, um eine Zerstörung durch die herannahenden Türken zu verhindern. Im linken Bild stehen drei Pilger vor einer zerstörten Brücke, sie können das Bild nicht mehr erreichen, erleben aber die Rettung des Bildnisses als Zeugen. Eine Inschrift lautet: „EIVS ORACVLVM VITA INDEFICIENS – ihr Leben ist ein nie fehlgehender Rat“. Die Zuordnung erfolgt durch das zwischen beiden Medaillons tiefer angebrachte Wappen der Äbtissin Maria Edmunda von Kolb (20. Juni 1734 – 22. Januar 1799). Die Tafel ist um 1775 entstanden, weil sie noch gänzlich in Rokokoformen gearbeitet ist und noch keine Spur klassizistischer Elemente besitzt, die gegen Ende ihrer Regierungszeit auftreten. Deshalb ist die Tafel an den Anfang ihrer Regierung zu datieren. Das Feld des Wappens ist hier grün gefasst, eigentlich steht der wilde Mann in blauem Feld. Anstelle der familientypischen Helmzier ragt hier zwischen einem Flug der pfahlweise gestellte Äbtissinnenstab hinter dem Wappen empor.
- Ebenfalls von Äbtissin Maria Edmunda von Kolb (20. Juni 1734 – 22. Januar 1799) gestiftet wurde die vierte und letzte Votivtafel am südwestlichen Langhauspfeiler, direkt neben dem Ansatz der Nonnenempore. Stilistisch ist sie eng mit der anderen Votivtafel der gleichen Äbtissin verwandt, so dass die Entstehungszeit ähnlich sein dürfte, um 1775. Wie die vorherige Tafel besitzt auch diese Tafel eine Form mit konkav eingezogenen Seiten, bauchig ausgerundeten unteren Ecken und einem als Kerzenhalter ausgebildeten Fortsatz unten in der Mitte, im Umriss insgesamt an eine Bassgeige erinnernd. Auch diese Tafel ist vom Aufbau her dreigeteilt. Das Hauptbild ist ebenfalls ein rechteckiges Ölbild, nur hier ist als Thema der hl. Josef (seine Initialen befinden sich ganz oben an der Tafel) mit Jesuskind auf dem Arm gewählt worden. Dieses Bild wird umgeben von Schnitzornamenten auf blauem Hintergrund: Zwischen vergoldeten Rosen und Wolken lugen zwei weiß gefasste Engelsköpfe hervor. Das Auge Gottes wacht über der Szene; seine Strahlen ragen teilweise in das Gemälde hinein. Die beiden kleineren Medaillons unter dem Ölgemälde tragen gänzlich vergoldete Reliefs von meisterhafter Feinheit und Qualität, diese stellen rechts die Verkündigung der Mutterschaft Mariens an Josef (der Engel erscheint Josef im Traum und sagt ihm, dass er die nicht von ihm schwangere Maria nicht verstoßen, sondern als Frau annehmen soll) und links die Flucht durch bewaldete Landschaft nach Ägypten dar, im Hintergrund eine Brücke. Die Zuordnung erfolgt durch das zwischen beiden Medaillons etwas tiefer angebrachte Wappen der Äbtissin, das hier durch die Initialen ergänzt ist, ME / DK / AZW = Maria Edmunda de Kolb Äbtissin zu Wald. Das Feld des Wappens ist hier ebenfalls grün gefasst, richtiger steht der wilde Mann in blauem Feld wie auf der Äbtissinnentafel im Kreuzgang dargestellt. Ein gekrönter Helm ist vorhanden, ein Kleinod fehlt ebenso wie der Krummstab als Amtszeichen.